# Sant'Antimo novello
Il Sant'Antimo novello è un vino DOC la cui produzione è consentita nella provincia di Siena.

## Caratteristiche organolettiche
- colore: rosso rubino con riflessi violacei
- odore: fruttato, fresco, con ricordo dell'uva appena spremuta
- sapore: leggero, gradevole, vinoso

## Produzione
Provincia, stagione, volume in ettolitri
- nessun dato disponibile